# La foresta degli scomparsi
La foresta degli scomparsi (Les Disparus de la Forêt-Noire, conosciuta anche come Valkyries) è una miniserie televisiva drammatica franco-tedesca-belga composta da 4 puntate, trasmessa in Belgio su La Une il 27 novembre e il 4 dicembre 2022 e in Francia su TF1 il 5 e il 12 gennaio 2023.
In Italia la miniserie è andata in onda su Canale 5 il 9 agosto 2023.

## Trama
La miniserie è incentrata su una fossa comune con una dozzina di corpi trovati nella Foresta Nera vicino a una base militare franco-tedesca. La smemorata giudice istruttore Camille Hartmann, che soffre di una parziale amnesia causata da un edema cerebrale (provocato da un incidente stradale), è in pausa dalla carriera ed è seguita dalla dottoressa Eva Stein. Camille è convinta che il suo incidente abbia qualcosa a che fare con l'incidente della fossa comune e, per indagare, chiede aiuto al giovane ispettore tedesco Éric Maes e al capitano Franz Agerland della brigata criminale di Karlsruhe.

## Personaggi e interpreti
- Giudice istruttore Camille Hartmann, interpretata da Hélène de Fougerolles, doppiata da Barbara De Bortoli. È una giudice istruttore che ha messo in pausa la sua carriera a causa di una parziale amnesia causata da un edema cerebrale (provocato da un incidente stradale).
- Ispettore di polizia Éric Maes, interpretato da Grégory Fitoussi, doppiato da Simone D'Andrea. È un membro della squadra criminale di Karlsruhe.
- Capitano Franz Agerland, interpretato da Tchéky Karyo, doppiato da Rodolfo Bianchi. È un membro della squadra criminale di Karlsruhe.
- Commissario Yves Mercier, interpretato da Daniel Njo Lobé, doppiato da Simone Mori. È un membro della squadra SRPJ di Strasburgo.
- Marc Hartmann, interpretato da Thierry Godard, doppiato da Pasquale Anselmo.
- Iris Hartmann, interpretata da Victoria Eber, doppiata da Beatrice Maruffa.
- Bertrand Montal, interpretato da Vincent Jouan, doppiato da Alberto Bognanni.
- Jeanne Montal, interpretata da Carole Franck, doppiata da Eleonora De Angelis.
- Thomas Montal, interpretato da Leo Mazo, doppiato da Mattia Nissolino.
- Birgit Scholtz, interpretata da Astrid Whettnall, doppiata da Franca D'Amato. È il capo dell'Ufficio della Polizia Criminale di Stato nel Baden-Württemberg.
- Guardiacaccia Hanne Katz, interpretata da Natalia Dontcheva, doppiata da Daniela Calò.
- Klaus Mach, interpretato da Sébastien Libessart, doppiato da Franco Mannella.
- Medico legale Isa Lang, interpretata da Mélanie Page, doppiata da Chiara Gioncardi.
- Dottoressa Eva Stein, interpretata da Laëtitia Eïdo, doppiata da Francesca Fiorentini.
- Lea Vilmont, interpretata da Aurore Broutin, doppiata da Livia Amatucci.
- Giudice Alain Grimbert, interpretato da Bruno Wolkowitch, doppiato da Luciano Roffi.

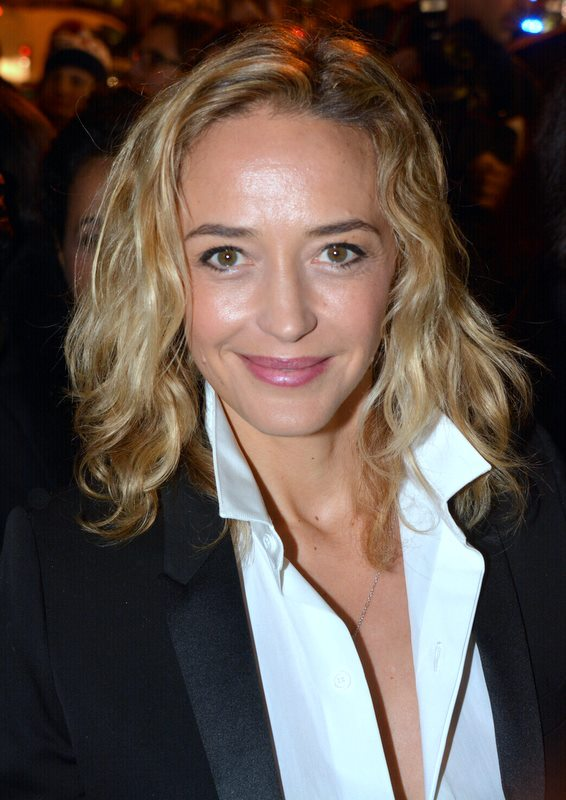
Hélène de Fougerolles interpreta il Giudice istruttore Camille Hartmann
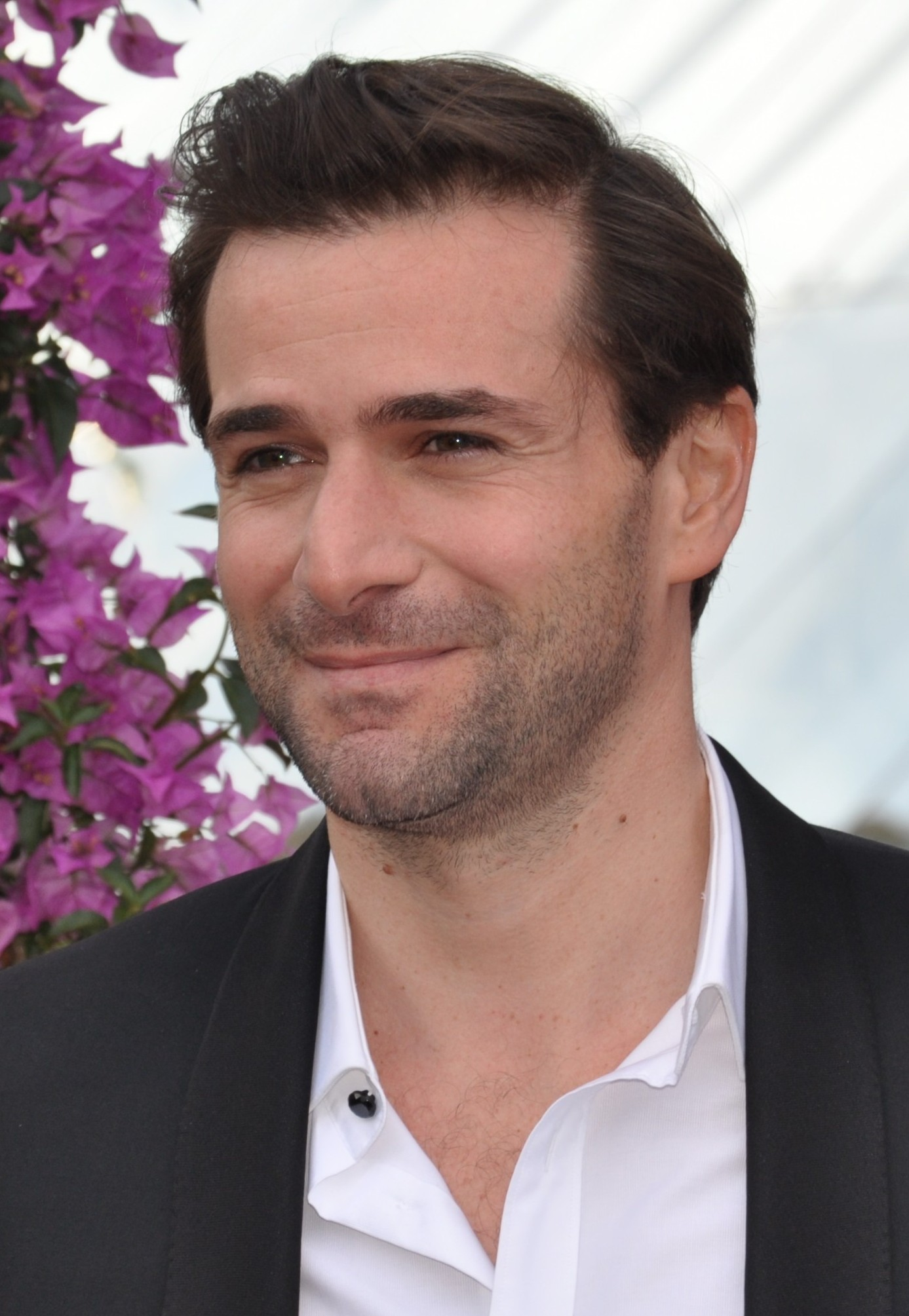
Grégory Fitoussi interpreta l'ispettore di polizia Éric Maes
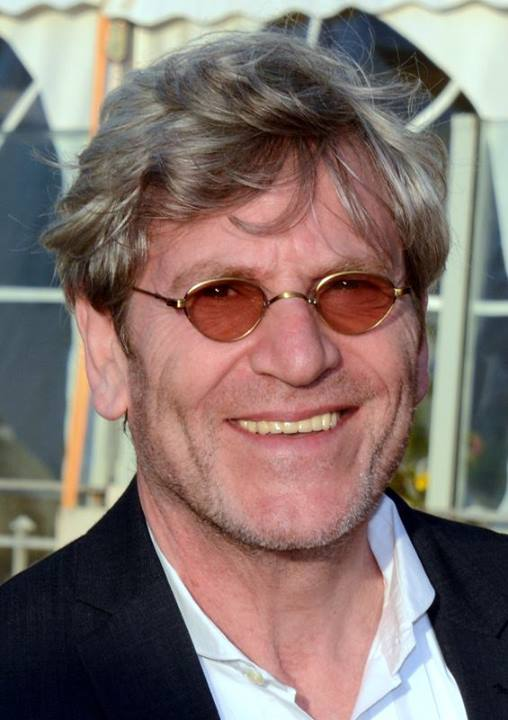
Tchéky Karyo interpreta il Capitano Franz Agerland
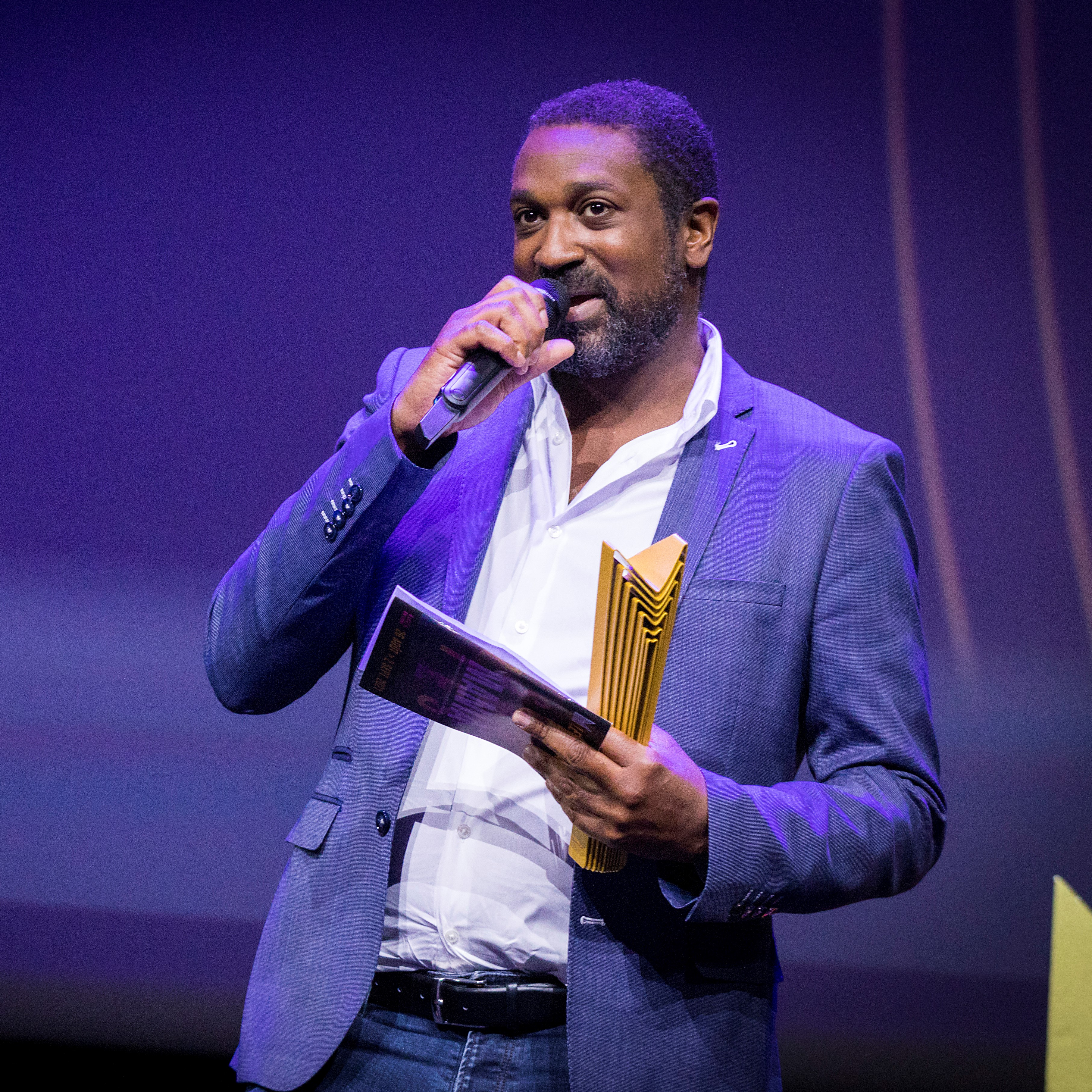
Daniel Njo Lobé interpreta il Commissario Yves Mercier
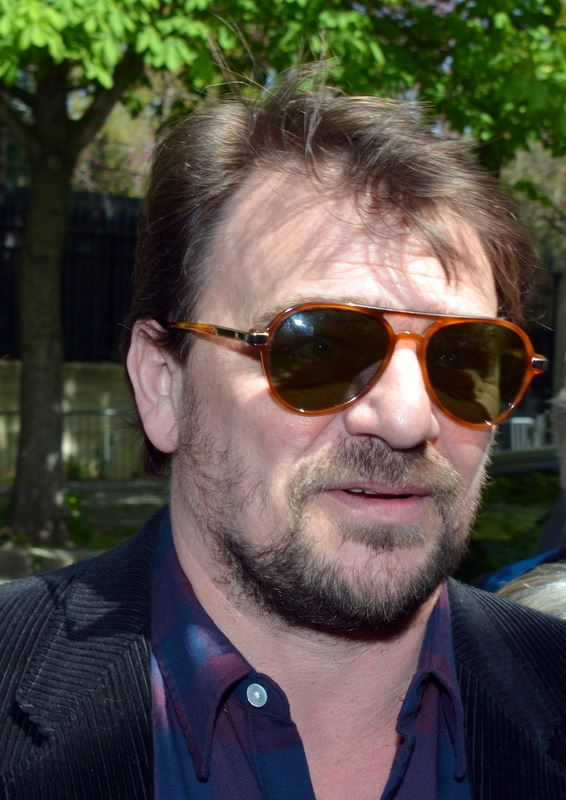
Thierry Godard interpreta Marc Hartmann
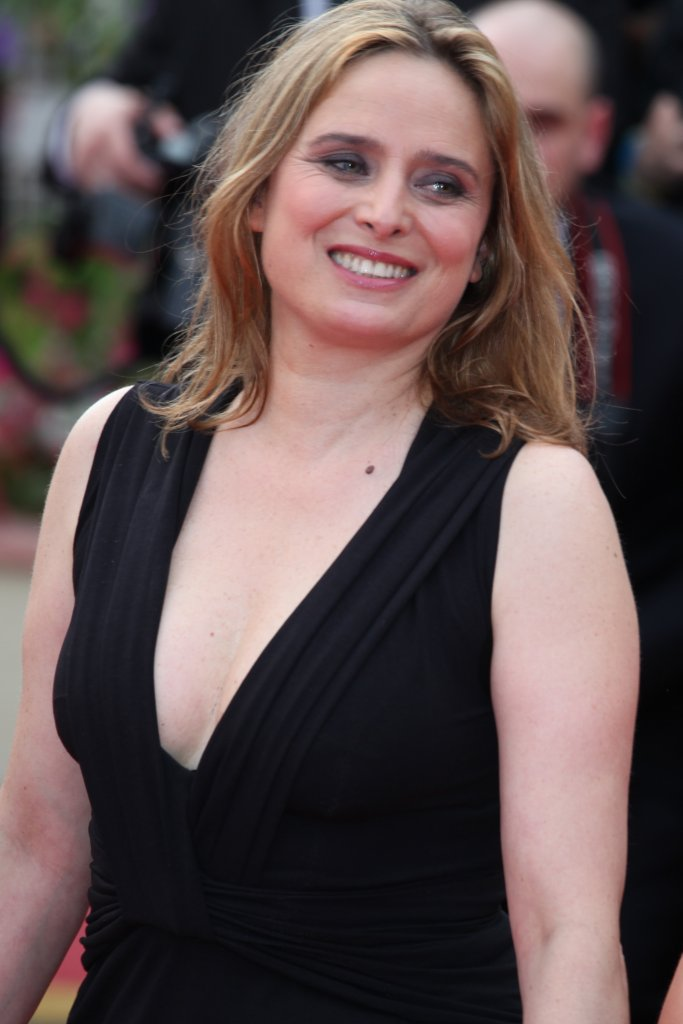
Carole Franck interpreta Jeanne Montal
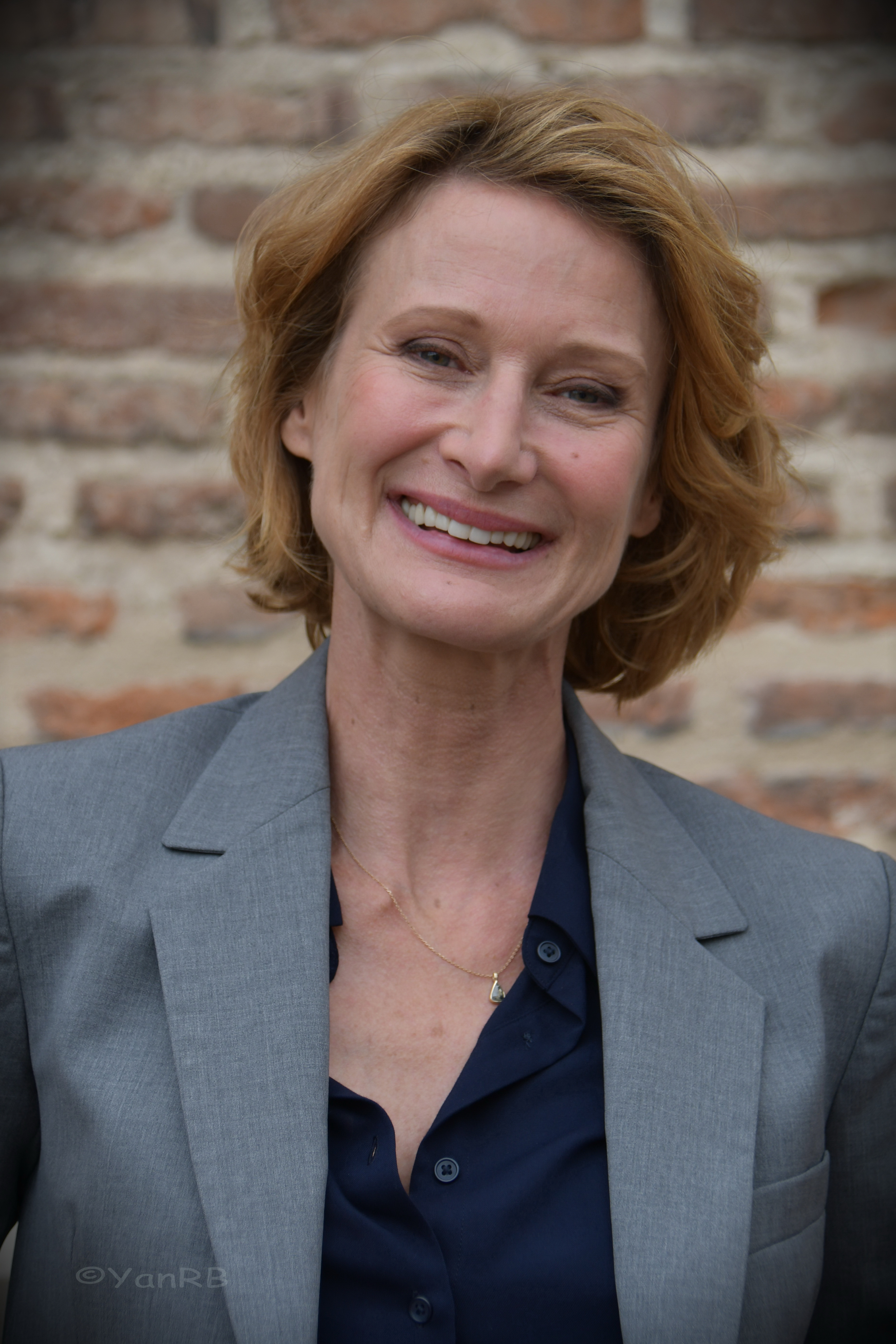
Astrid Whettnall interpreta Birgit Scholtz
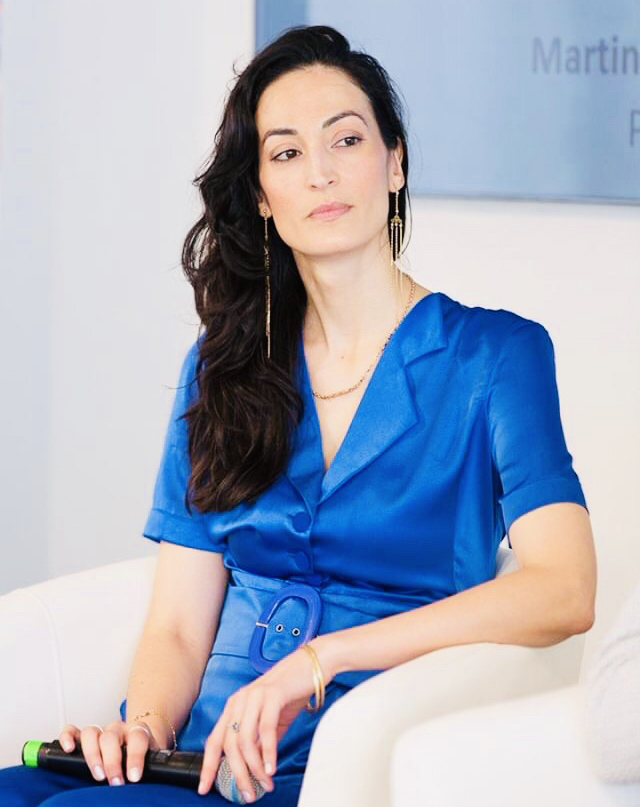
Laëtitia Eïdo interpreta la Dottoressa Eva Stein
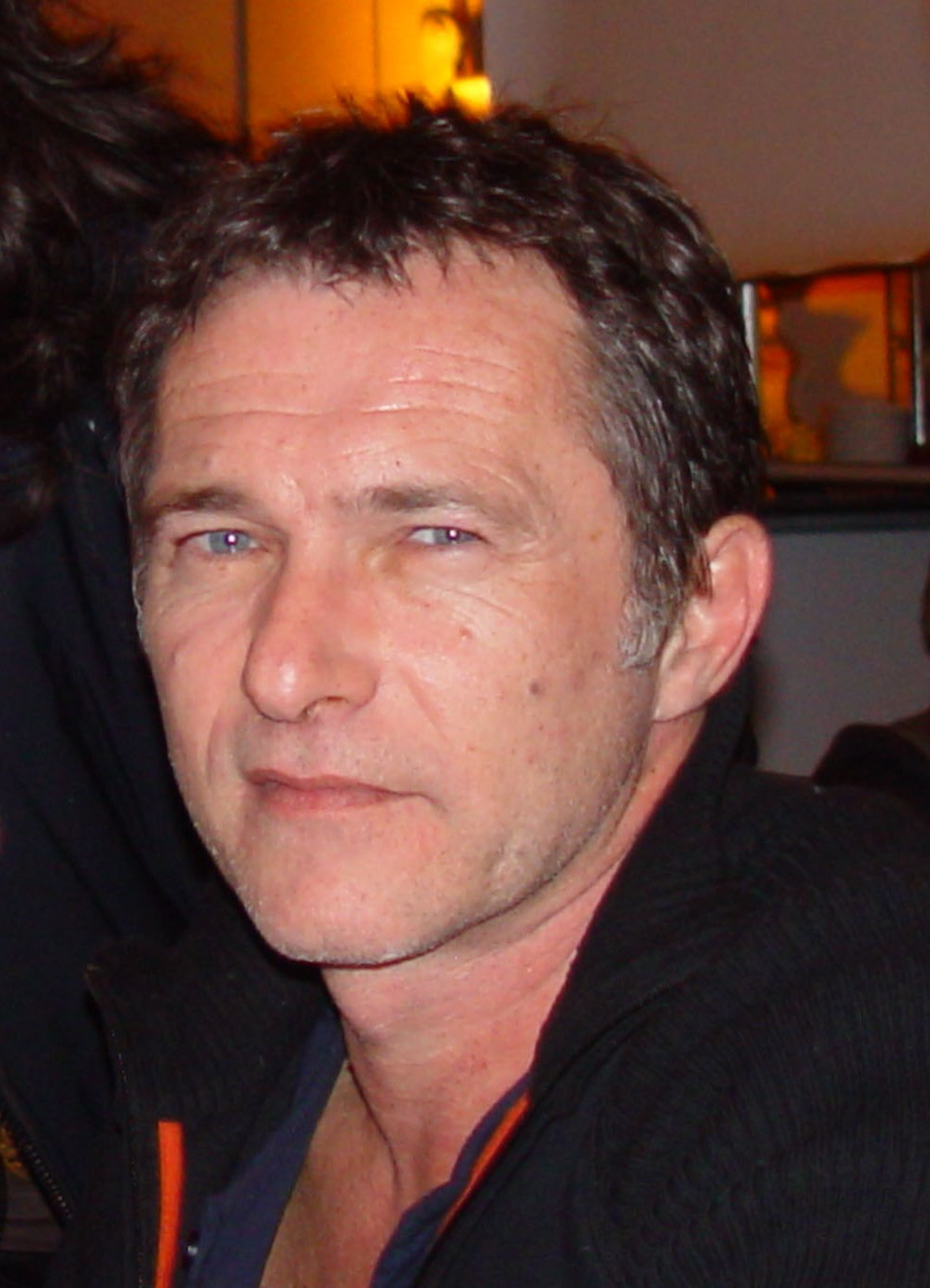
Bruno Wolkowitch interpreta il Giudice Alain Grimbert

## Produzione
La miniserie è creata da Julien Vanlerenberghe e Stéphane Pannetier, che hanno anche firmato la sceneggiatura insieme a Samir Oubechou, Chérif Saïs, Laura Piani e Caroline Van Ruymbeke, diretta da Ivan Fegyveres e prodotta da Banijay Studios France, TF1, Fiction'Air, Beside Productions e RTBF.

### Riprese
Le riprese della miniserie sono state effettuate dal 22 novembre 2021 al 27 febbraio 2022 a Strasburgo e nella sua regione, nonché a Colmar, Obernai, Haguenau, Erstein e in Germania. Tra le location delle riprese vi è il caffè Brant a Strasburgo, lo spazio culturale E.Leclerc a Erstein e la rue de Castelnau a Colmar. Le baracche visibili nella miniserie corrispondono al centro EPID di Strasburgo. Il Donon, con il suo trasmettitore televisivo e il tempio greco-romano, appare in molte inquadrature, soprattutto all'inizio del primo episodio, quando viene scoperta la fossa comune.

## Distribuzione
In Belgio la miniserie, composta da 4 puntate, è stata trasmessa su La Une il 27 novembre e il 4 dicembre 2022, successivamente è stata trasmessa in Francia su TF1 il 5 e il 12 gennaio 2023, mentre in Italia è stata trasmessa su Canale 5 il 9 agosto 2023.

## Accoglienza

### Anteprima
I primi due episodi della miniserie sono stati presentati in anteprima al pubblico il 6 ottobre 2022 presso la Méga CGR di Colmar alla presenza di Hélène de Fougerolles, Grégory Fitoussi, Ivan Fegyveres, Carole Della Valle e Nagui Fam.

### Ricezione e critica
Per Nicolas Pinot del quotidiano L'Alsace: Servita da una fotografia lusinghiera e da una tensione mantenuta dall'inizio alla fine, notevole per il suo pathos contenuto e tempi di inattività limitati, la serie è grata alla regione del Grand Est che ha sostenuto finanziariamente le riprese attraverso alcuni panorami quasi pittorici.
Secondo Nicolas Pinot: Grégory Fitoussi e i suoi accoliti [...] sono tornati con ricordi suggestivi di questa "magnifica regione" che ha ospitato circa 800 riprese cinematografiche nel 2021.
Per Noémie Jadoulle di RTBF, questo thriller agghiacciante è una miniserie emozionante in un'atmosfera nebbiosa e invernale con un cast a 5 stelle.

## Riconoscimenti
Festival Polar de Cognac
- 2022: Premio come Miglior miniserie drammatica per La foresta degli scomparsi (Les Disparus de la Forêt-Noire)[19][20]